# Репетиция (сериал)
«Репетиция» (англ. The Rehearsal) — американский документально-комедийный телесериал, созданный Нейтаном Филдером (он же выступил режиссёром и исполнителем главной роли). Премьера сериала состоялась 15 июля 2022 года на канале HBO, он получил высокие оценки от представителей профильных изданий. Старт второго сезона намечен на 20 апреля 2025 года.

## Сюжет
Нейтан Филдер помогает обычным людям репетировать сложные разговоры или жизненные ситуации с помощью аутентичных декораций (с воссозданием мельчайших деталей) и актёров (которые полностью вживаются свои роли и десятки раз отрабатывают различные ветки диалогов со своими клиентами), нанятых для воссоздания реальных обстоятельств. Ситуации могут быть тривиальными, например, признание во лжи, или более сложными, например, воспитание ребёнка. Информация, используемая для обучения актеров и создания декораций, зачастую собирается без ведома субъекта.

## Производство
Идея сериала возникла из другого проекта Филдера — «Нейтан для тебя». Придумывая сюжеты первых серий, Филдер и его команда разыгрывали сценарии, чтобы предсказать, как реальные люди отреагируют на его нелепые предложения. Филдер был вдохновлён тщетностью человеческого стремления контролировать своё будущее, он нашёл это «действительно забавным».
Часть юмора сериала приходится на экстравагантные декорации. В первом эпизоде Филдер создаёт идеальную копию бара, в котором у субъекта должен проходить сложный разговор. Он также строит копию его дома, чтобы отрепетировать первую беседу. 
Анонс сериала состоялся в 2019 году, после подписания сделки Филдера с HBO. 19 августа 2022 года он был продлён на второй сезон.

## Список эпизодов
| Сезон | Серии | Серии | Даты показа    | Даты показа     |
| Сезон | Серии | Серии | Первая серия   | Последняя серия |
| ----- | ----- | ----- | -------------- | --------------- |
| 1     | 6     | 6     | 15 июля 2022   | 19 августа 2022 |
| 2     | 6     | 6     | 20 апреля 2025 | 25 мая 2025     |

### Сезон 1
| № | Название                      | Режиссёр      | Автор сценария                                 | Дата премьеры   | Зрители U.S. (млн) |
| - | ----------------------------- | ------------- | ---------------------------------------------- | --------------- | ------------------ |
| 1 | «Апельсиновый сок без мякоти» | Нейтан Филдер | Нейтан Филдер                                  | 15 июля 2022    | 0.055              |
| 2 | «Отпрыск»                     | Нейтан Филдер | Нейтан Филдер, Кэрри Кемпер и Эрик Нотарникола | 22 июля 2022    | 0.056              |
| 3 | «Золотоискатель»              | Нейтан Филдер | Нейтан Филдер, Кэрри Кемпер и Эрик Нотарникола | 29 июля 2022    | 0.117              |
| 4 | «Метод Филдера»               | Нейтан Филдер | Нейтан Филдер, Кэрри Кемпер и Эрик Нотарникола | 5 августа 2022  | 0.087              |
| 5 | «Апокалипсис»                 | Нейтан Филдер | Нейтан Филдер, Кэрри Кемпер и Эрик Нотарникола | 12 августа 2022 | 0.069              |
| 6 | «Папочка понарошку»           | Нейтан Филдер | Нейтан Филдер, Кэрри Кемпер и Эрик Нотарникола | 19 августа 2022 | 0.117              |

## Отзывы критиков
Сериал был высоко оценён критиками, а некоторые из них назвали его одним из лучших новых сериалов 2022 года. Рейтинг проекта на сайте-агрегаторе рецензий Rotten Tomatoes составляет 95 % со средней оценкой 9,7/10 на основе 58 обзоров. Консенсус критиков гласит: «„Репетиция“ предоставляет Нейтану Филдеру карт-бланш на то, чтобы довести свой коронный жанр абсурдистской комедии до предела и ещё дальше». Оценка сериала на сайте Metacritic составляет 86 баллов из 100 на основе 23 рецензий, что приравнивается к статусу «всеобщее признание». В обзоре сайта Газета.ру отмечалось, что проект произвел «маленькую революцию в сериальной сфере», автор статьи отмечал: «репетиции чужих жизней постепенно перерастают в репетицию жизни самого Филдера, который через своих клиентов […] многое осознает о себе и своей жизни. Получаются как трогательные до слез, так и болезненные до горечи откровения, в которых часто отражается и сам зритель».
В обзоре для газеты The New York Times (с пометкой «Выбор критиков») Джеймс Поневозик писал: «Сериал имеет философскую основу: возможно ли когда-нибудь по-настоящему понять другого человека? И в его сюрреалистических моментах присутствует нежная, даже завораживающая сторона». «Репетицию» сравнивали с фильмом Чарли Кауфмана «Нью-Йорк, Нью-Йорк» и романом Тома Маккарти «Остаток». Шоу описывали как духовного преемника «Нейтана для тебя», поскольку оба проекта имеют общую концепцию — Филдер помогает обычным людям юмористическими способами. Обозреватель портала Vulture отметил «готовность [комика] морочить людям голову», чтобы создать ситуацию, которая выставит их в нелепом свете или вынудит делать вещи, которые не соответствуют их характеру и социальному положению, что является сутью его творческой методы.

### Награды и номинации
| Год  | Награда                        | Категория                      | Номинант      | Результат | Ссылка |
| ---- | ------------------------------ | ------------------------------ | ------------- | --------- | ------ |
| 2022 | Gotham Independent Film Awards | Breakthrough Nonfiction Series | The Rehearsal | Номинация | [ 20 ] |
| 2022 | Cinema Eye Honors              | Heterodox Award                | The Rehearsal | Номинация | [ 21 ] |